# Саблезубые кошки
Саблезу́бые ко́шки (лат. Machairodontinae) — вымершее подсемейство кошачьих. Саблезубыми кошками также иногда ошибочно называют некоторые виды нимравид и барбурофелид, хотя они не принадлежали к семейству кошачьих. Саблезубые млекопитающие встречались и в других отрядах, к примеру у креодонтов (махероиды) или у сумчатых саблезубых (тилакосмил).

## Эволюция
Саблезубые кошки появились в раннем или среднем миоцене в Африке. Ранний представитель подсемейства Pseudaelurus quadridentatus имел тенденцию, направленную к увеличению верхних клыков, и, вероятно, находился в основе эволюции саблезубых кошек. Самый ранний известный род Miomachairodus известен из среднего миоцена Африки и Турции. К позднему миоцену саблезубые кошки сосуществовали в нескольких местах вместе с барбурофелисами (Barbourofelis), архаическими большими плотоядными животными, которые также имели длинные клыки. Последние представители подсемейства саблезубых кошек, а именно роды смилодоны (Smilodon) и гомотерии (Homotherium), вымерли в позднем плейстоцене, в ходе позднечетвертичного вымирания мегафауны.
Название «саблезубые тигры» вводит в заблуждение и является некорректным. Саблезубые кошки никогда не были в том же подсемействе, что и тигры, и не имеется ни одного свидетельства, что они имели тигроподобную окраску меха, и что данная группа животных вела образ жизни и охотилась подобно современным тиграм. Результаты анализа палеоДНК, опубликованные в 2005 году, показывают, что подсемейство саблезубых кошек (Machairodontinae) отделилось от ранних предков современных котов и не связано с любыми ныне живущими представителями кошачьих. Саблезубые кошки также сосуществовали во многих регионах вместе с другими кошками. В Африке и Евразии саблезубые конкурировали с несколькими пантеровыми и гепардами (Acinonyx jubatus) в раннем и среднем плейстоцене. Гомотерий (Homotherium) выжил в Северной Европе до позднего плейстоцена. В Америке они, как и смилодоны, сосуществовали вместе с пумой (Puma concolor), американским львом (Panthera leo atrox), мирацинониксом (Miracinonyx) и ягуаром (Panthera onca) до позднего плейстоцена. Саблезубые и коническозубые кошки конкурировали друг с другом за пищевые ресурсы, пока первые не вымерли. У всех современных кошек есть верхние клыки более или менее конической формы.
По данным изучения митохондриальной ДНК саблезубых кошек из подсемейства Machairodontinae, общий предок саблезубых и всех современных кошек жил около 20 млн лет назад, эволюционные пути родов Smilodon и Homotherium разошлись около 18 млн лет назад. Все американские и европейские позднеплейстоценовые (пост-виллафранкские) образцы гомотериев относились к одному виду Homotherium latidens. Одной из причин, приведших саблезубых кошек к вымиранию, могло быть их низкое генетическое разнообразие, но более поздние исследования палеоДНК опровергли эту гипотезу. По другой версии, на вымирание повлияла охота первобытных людей на плейстоценовую мегафауну, так как вымирание саблезубых кошек на всех континентах происходило вскоре после расселения людей (в Африке мегантереоны и гомотерии вымерли 1,5 млн. лет назад, на юге Азии — 500 тыс. лет назад, гомотерии в Европе — 30 тыс. лет назад, смилодоны и гомотерии в Америке — 10 тыс. лет. назад. Возможно первобытные люди отбирали свежую добычу у саблезубых кошек, конкурируя в этом с гигантскими гиенами, которые также вымерли.

## Внешность
Саблезубые кошки обязаны своим названием очень длинным изогнутым клыкам, достигавшим у некоторых видов 20 см. Эти животные могли открывать пасть на 95°, что было необходимым для использования подобных зубов. Современные кошачьи могут открывать пасть лишь на 65°. По строению тела саблезубые кошки были более сильными и менее изящными, чем современные кошки. Многие имели относительно короткий хвост, похожий на хвост рыси. Существует распространённое представление о том, что саблезубые кошки были очень крупными. На самом деле многие виды были сравнительно небольшими (меньше леопарда и даже меньше оцелота). Лишь немногие, такие как смилодоны (вид Smilodon populator — самый крупный представитель саблезубых кошек) или гомотерии, относились к мегафауне.

## Таксономия
Саблезубых кошек изначально делили на три трибы. Одной из них была триба Metailurini, к которой относились вымершие роды Metailurus, Adelphailurus и Dinofelis. Сегодня их считают малыми кошками. Поэтому остаются лишь следующие две трибы:
- Machairodontini
  - Machairodus: миоцен, плиоцен; Евразия, Африка, Северная Америка
  - Homotherium: верхний плиоцен[7] до плейстоцена; Евразия, Африка, Северная Америка
    - Homotherium serum
    - Homotherium latidens
    - Homotherium venezuelensis
    - Homotherium crenatidens
    - Homotherium ischyros

  - Xenosmilus: нижний плейстоцен; Северная Америка[8]
  - Lokontailurus: верхний миоцен; Африка[9]
  - Miomachairodus: средний миоцен; Северная Африка, Турция
  - Hemimachairodus: плейстоцен; Ява
- Smilodontini
  - Paramachairodus: средний и верхний миоцен; Евразия[10]
  - Megantereon: от позднего миоцена до среднего плейстоцена; Евразия, Африка, Северная Америка
  - Smilodon: от верхнего плиоцена до верхнего плейстоцена; Северная и Южная Америка.

## Поведение

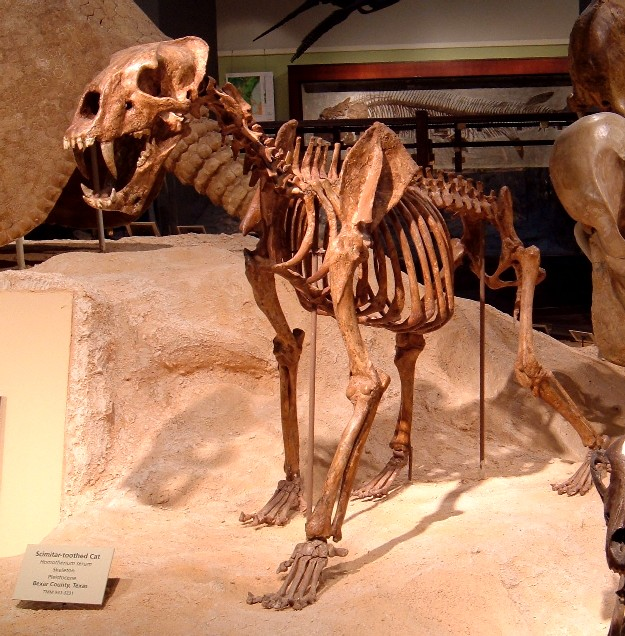
Скелет гомотерия

Саблезубые кошки были, по всей вероятности, активными хищниками, а не только падальщиками, как это иногда утверждается. Вероятно, были засадными хищниками, на что указывает их коренастое телосложение. Можно предположить, что крупные виды саблезубых кошек охотились на крупную добычу. Но пока нет прямых доказательств, что они охотились на мамонтов или мамонтят. Тем не менее, находки скелетов детёнышей мамонтов рядом с останками вида Homotherium serum, возможно, указывают на это. Функция характерных длинных зубов до сих пор остаётся предметом споров. Возможно, они использовались для того, чтобы наносить крупной добыче глубокие колотые и рваные раны в шею или брюхо, от которых те истекали кровью. Критики подобной гипотезы заявляют, что зубы не выдерживали бы характерную для этого нагрузку и обламывались бы. Поэтому они предполагают, что саблезубые кошки использовали свои зубы для одновременного перегрызания сонной артерии и трахеи у поверженной на землю добычи. В пользу этой теории говорят и очень сильные передние лапы у таких видов, как смилодоны, которые были нужны для того, чтобы придавить добычу к земле и нанести ей точный смертельный укус. Также есть версия, что длинные зубы служили как украшение и привлекали сородичей при брачных ритуалах (более успешный хищник обладал более крупными зубами), также могли использоваться в схватках между самцами за самок и территорию.

## Распространение и находки

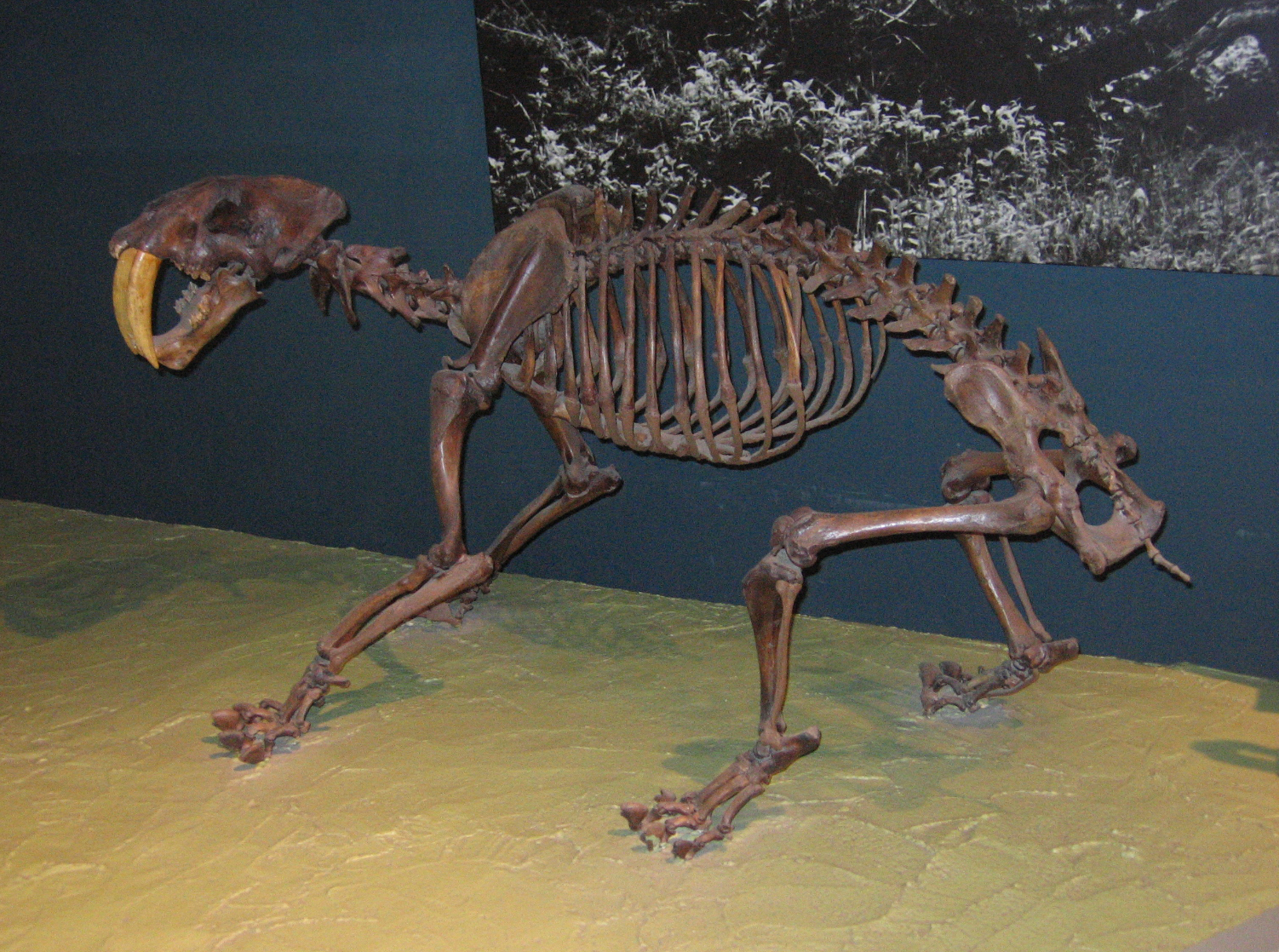
Скелет смилодона

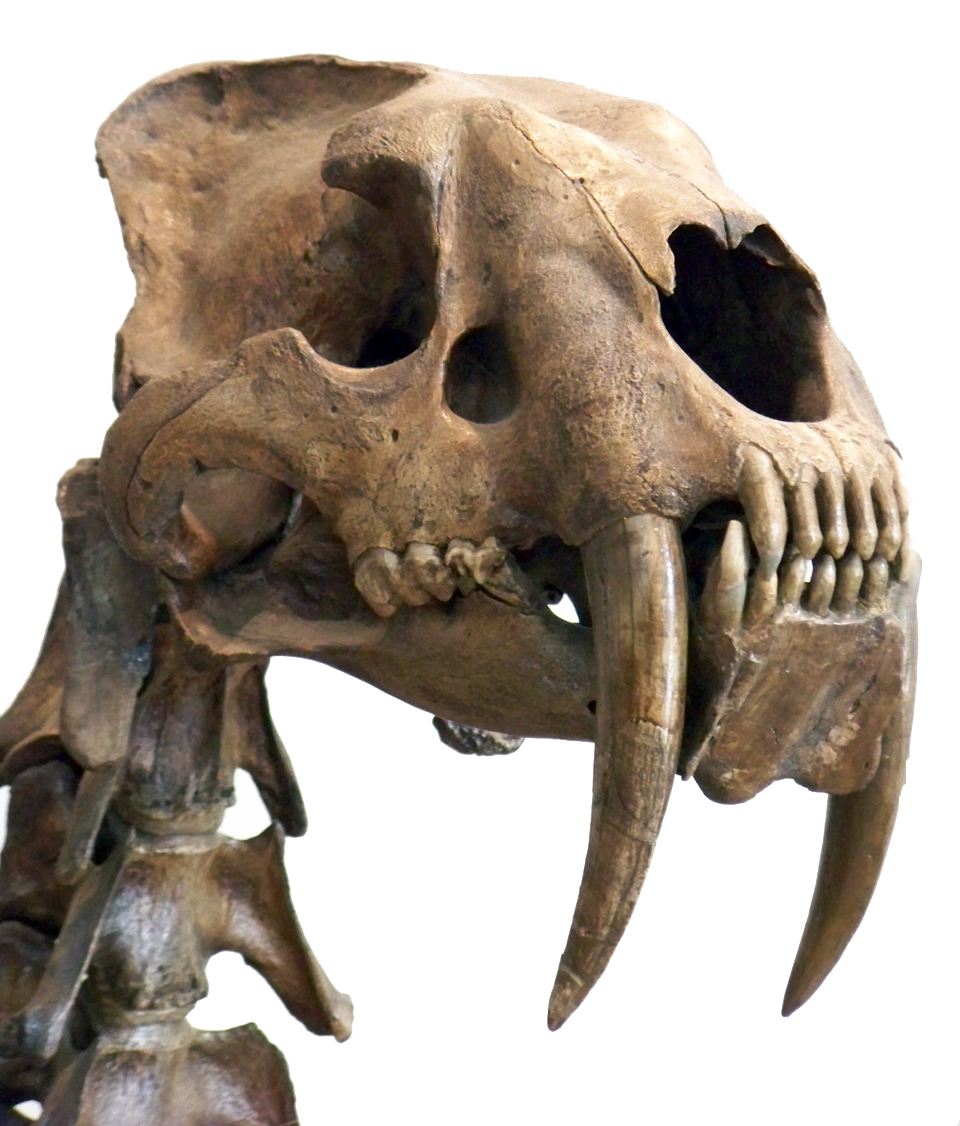
Череп смилодона

Останки саблезубых кошек были найдены на всех континентах, за исключением Австралии и Антарктиды. Возраст старейших находок датирован 20 миллионами лет. В Европе саблезубые кошки, представленные гомотериями, существовали как минимум до 30 тысяч лет назад и населяли область Северного моря, которая в то время ещё была сушей. В Северной Америке гомотерии и смилодоны почти одновременно исчезли около 10 тысяч лет назад. В Африке мегантереоны вымерли 1,5 млн лет назад, в Южной Азии - около 500 тысяч лет назад. Вымирание на всех континентах происходило вскоре после экспансии древних людей.

## Конвергентныетаксоны
Термином «саблезубые кошки» часто называют большое количество видов, которые лишь обладают подобными длинными клыками. Большинство из них обзавелось ими в ходе своей адаптации к внешней среде и условиям охоты на добычу, но при более пристальном внимании между ними обнаруживаются большие различия, особенно, если их сравнивать с настоящими саблезубыми кошками.
Хотя животные, также обладавшие саблевидными клыками, были млекопитающими, первыми таким оружием обзавелись ещё их предки — звероящеры терапсиды. Например, в семействе горгонопсов присутствовали такие рода как иностранцевия, обладавшие длинными клыками. Правда, их клыки в сечении был округлыми, а не уплощёнными.
Вторыми обзавелись подобными клыками тилакосмилы. Обитали тилакосмилы в Южной Америке до воссоединения её с Северной и играли в местной экосистеме роль львов. Они особо выделяются из всех млекопитающих, имевших сабельные клыки. Особенностью этих хищников было то, что они были сумчатыми, поэтому их ещё называют сумчатыми саблезубыми тиграми. Несмотря на некоторую схожесть со смилодонами, эти животные относятся к совершенно другому отряду: их клыки росли всю жизнь и имели просто огромные корни, доходившие до лобной части. На нижней челюсти были похожие на ножны «лопасти» (вероятно, для защиты клыков при закрытой пасти). Тилакосмилы вымерли вскоре после воссоединения Америк — считается, что они не выдержали конкуренции со стороны кошачьих, пришедших с севера.
Ещё одним отрядом, обладавшим большими клыками, были креодонты. Правда, клыки относящихся к ним махероидов были гораздо короче и меньше, чем у даже средних саблезубых кошек, в отличие от мощных и длинных челюстей. В этот отряд входили в частности гиенодоны. Креодонты вымерли уже к миоцену.
Четвёртым стало вымершее семейство нимравидов. Внешне они напоминали смилодонов, хоть и не были их родственниками. По строению тела, черепа и клыков настоящие саблезубые кошки и нимравиды очень похожи, но на самом деле они — ещё один пример конвергентной эволюции. Нимравиды произошли лишь от общего с настоящими кошачьими предка в среднем эоцене около 50 млн лет назад (но не позднее 43 млн лет назад) и относятся к другому подотряду кошкообразных. Настоящие саблезубые кошки были гораздо крупнее, сильнее, и их зубы были гораздо длиннее — было лишь несколько исключений.
Пятыми стали барбурофелиды — ещё одно вымершее семейство кошкообразных хищников. Они возникли в раннем миоцене в Африке и выжили до его конца. Раньше учёные причисляли их к подсемейству нимравид, однако сегодня они выделены в отдельное семейство. Самые длинные клыки из них имели барбурофелисы. Внешне они были похожи на древних кошек, но в отличие от саблезубых имели менее развитые резцы, меньшие глазницы, а нижние челюсти также имели «ножны», как у тилакосмилов.
Шестыми и пока последними являются собственно саблезубые кошки.

## В популярной культуре
Саблезубые кошки очень часто изображаются в различных произведениях о жизни первобытных людей.
- Смилодон Диего — один из главных героев в серии анимационных фильмов «Ледниковый период». В первом фильме в роли антагонистов был прайд смилодонов, в который входил гомотерий Ленни. В четвёртом фильме у Диего появляется подруга — смилодон Шира[14].
- Джон — один из главных персонажей мультсериала «Динофроз», способный превращаться в смилодона. Внешне сильно отличается от реальных саблезубых кошек.
- В 5-й серии документального мини-сериала «Прогулки с чудовищами» появился целый прайд смилодонов, вожака которого свергли с «престола» 2 пришедших брата-чужака.
- В фильме ужасов «Саблезубый» клонировали саблезубого тигра, который, вырвавшись на свободу, стал охотиться на людей.
- Саблезубые тигры — свирепые хищники, подстерегавшие путников, идущих через Тигриный лес по дороге из жёлтого кирпича в Волшебной стране, описанной в повестях А. М. Волкова.
- C махайродами боролись в своих странствиях первобытные люди, Ун и Зур, в романе Ж. А. Рони-старшего «Пещерный лев[фр.]» (1 часть и эпилог). В предшествующем романе, «Борьба за огонь», махайрод упоминается лишь вскользь.
- Крупных саблезубов, называемых «сабельными тиграми» или «сабельными львами», видели русские путешественники в подземном мире — Плутонии, — где существовали как современные, так и давно вымершие на внешней поверхности Земли животные разных геологических периодов (научно-фантастический роман В. А. Обручева «Плутония»).
- Махайрод появляется в фильме Альфа 2018 года. Он впервые появляется, когда Кеда и его племя разводят костер после того, как Тау пытается научить Кеду охотиться на кабана. Саблезубый кот бросается в круг и нападает на друга Кеды. Хищник тащит его в темноту, и терзает насмерть. Позже, когда Кеда и Альфа ищут укрытие от снежной бури, преследуемые кланом пещерных гиен, Альфа чувствует присутствие хищника. Махайрод появляется из пещеры и бросается на Кеду, но Альфа останавливает его. Между Альфой и саблезубым тигром завязывается драка, пока Кеде не удается убить саблезубого стрелой. Однако некоторые люди предполагают, что это был пещерный лев, просто ему добавили такие клыки чтобы он выглядел страшнее.
- Смилодон охотился на людей в 3-й и 7-й сериях 2-го сезона телесериала «Портал юрского периода». Здесь у него окрас оцелота, хотя на самом деле у смилодона были либо пятна, как у леопарда или ягуара, либо у него шерсть была однотонной.
- Грюн-разрушитель — антагонист в 11-й серии мультсериала «Громовые коты[англ.]» (1985), призрак саблезубого тигра, одного из громовых котов.
- Сквернозуб — существо-смилодон, антагонист в 1-й и 2-й сериях 2-го сезона телесериала «Гримм», людоед и профессиональный убийца. Рисунок с ним мелькает во вступительной заставке 4-го и 5-го сезонов[15].
- Саблезубые тигры, мамонты, стервятники и ледяные медведи — кланы льда, антагонисты в 3-м сезоне мультсериала «Легенды Чимы». Их лидер — саблезубый тигр сэр Фангар[16].
- Саблезубый — один из персонажей-теней в аниме «Blue Dragon[англ.]», самый быстрый персонаж в 1-м сезоне.
- Саблезубые тигры — одни из положительных персонажей в мультсериале «Макс. Динотерра[англ.]» (серии 11 «Сердце вулкана», 12 «Старая знакомая», 13 «Сумрачный лес»), предки львов и тигров.
- Забу (англ. Zabu) — саблезубый тигр-спутник Ка-Зара во вселенной Marvel[17].
- Киса (англ. Baby Puss) — саблезубый кот в мультсериале «Флинтстоуны» (в заключительных титрах он выставляет Фреда Флинтстоуна за дверь). Несколько раз упоминаются саблезубые тигры, например молоко саблезубого тигра в 4-й и меховая накидка из саблезубого тигра в 10-й серии 1-го сезона.
- В конце фильма «Синдбад и глаз тигра» Зенобия, главная злодейка в фильме, нападает на главных героев, приняв облик смилодона.
- Хена — Иной Тёмный из вселенной «Дозоров», оборотень, способный превращаться в смилодона. Он общался с дикими смилодонами, когда те ещё не вымерли. В третьей главе романа В. Н. Васильева «Лик Чёрной Пальмиры» появляется как наблюдатель от Инквизиции.
- Острый Клык — ручной саблезубый тигрёнок кошки-оборотня Торалей Страйп, персонажа «Monster High»[18].
- В мультфильме «Безграничный Бэтмен: Животные инстинкты» злодеи использовали роботов-животных (летучих мышей, волков и саблезубых тигров). Одного из тигров перепрограммировали, и он перешёл на сторону положительных персонажей.
- Смилодон появляется в фильме «10 000 лет до нашей эры». Он был спасён из ловушки главным героем Д’Лехом, после сам спас Д’Леха, напугав воинов африканского племени. В этом фильме он крупнее, чем был на самом деле.
- Властелин кошек (англ. Cat Lord) — персонаж-оборотень в ролевой игре Dungeons & Dragons, способный призывать различных кошачьих, включая смилодонов[19][20].
- В мультсериале «Футурама» (8-я серия 7-го сезона «Fun on a Bun») живую саблезубую кошку использовали в качестве метательного снаряда.
- В мультсериале «Тик-герой» (9-я серия 3-го сезона «The Tick vs. Prehistory») 3,5 млн лет назад Тик спас австралопитека от смилодона.
- В 1-м сезоне телесериала «Могучие рейнджеры» жёлтый рейнджер для превращения в воина взывала к силам саблезубого тигра, её шлем-костюм были стилизованы под образ саблезубой кошки, а также под её контролем был зорд саблезубого тигра.
- Сильвестр — саблезубый тигрёнок-биомех в романе «Заповедник гоблинов» К. Д. Саймака.
- Кровавый клык — саблезубый кот в игре Far Cry Primal.
- В мультсериале «Лунатики» одним из вырвавшихся из клеток животных в серии «Я — чемпион» был саблезубый тигр.
- Саблезубые кошки появляются в видеоигре The Elder Scrolls V: Skyrim.